# 大涧口水库
大涧口水库是中国安徽省滁州市天长市境内的一座水库，位于淮河水系王桥河上，建于1970年。水库正常库容为585万立方米，集雨面积为38平方千米，海拔为21米。